# 美国宪法第十一修正案

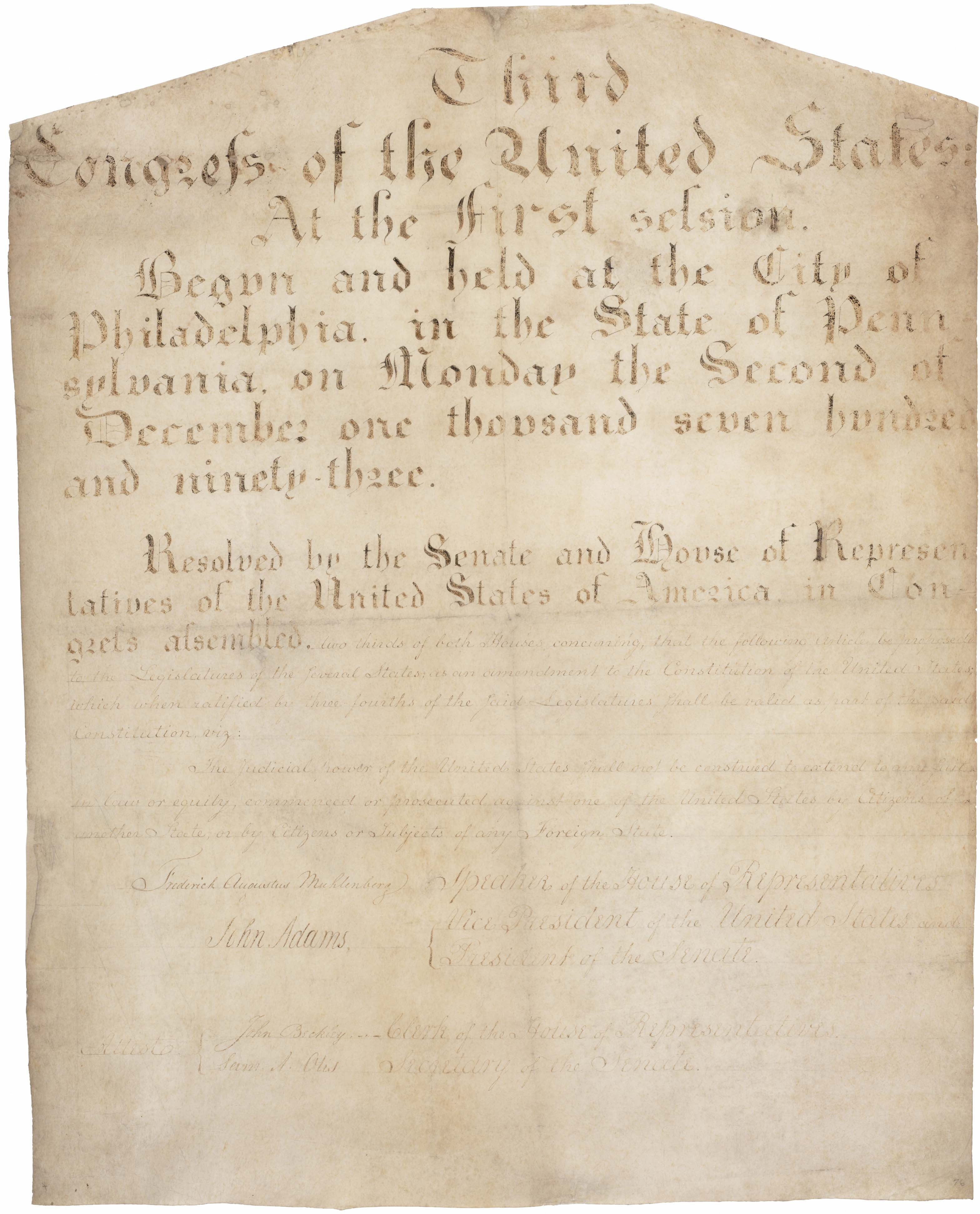
存放在国家档案和记录管理局的第十一修正案文本

《美利堅合眾国宪法》第十一修正案（英語：Eleventh Amendment to the United States Constitution）簡稱「第十一修正案」（Amendment XI），于1794年3月4日由美国国会正式提出，并于1795年2月7日得到了足够数量州份的批准而开始生效。这一修正案旨在给予各州主权豁免，防止一州被另一州公民在联邦法院起诉。这推翻了之前联邦最高法院在1793年的克斯霍姆诉乔治亚州案（2 U.S. 419 (1793)）中作出的判决，这也是历史上首次以宪法修正案的形式推翻联邦最高法院的判决。

## 内容文本
The Judicial power of the United States shall not be construed to extend to any suit in law or equity, commenced or prosecuted against one of the United States by Citizens of another State, or by Citizens or Subjects of any Foreign State.
- 译文：合众国的司法权，不得被解释为可以扩展到受理由他州公民或任何外国公民或臣民对合众一州提出的或起诉的任何普通法或衡平法的诉讼[1][2]。

## 简介
第十一修正案是继美国权利法案通过后的第一条宪法修正案，这一修正案的提出主要是因为联邦最高法院在1793年的奇泽姆诉乔治亚州案（2 U.S. 419 (1793)）中判决联邦法院有权审理由公民个人针对州所发起的法律或衡平法的诉讼，并且即使起诉公民并非该州公民，州也不能享有主权豁免。因此，这一修正案中明确规定“合众国的司法权，不得被解释为可以扩展到受理由他州公民或任何外国公民或臣民对合众一州提出的或起诉的任何普通法或衡平法的诉讼。”
在1798年的霍林沃斯诉弗吉尼亚州案（3 U.S. 378 (1798)）中，联邦最高法院判定由于第十一修正案的通过，任何与克斯霍姆案同类性质且尚未判决的案件均予驳回。
这条修正案中并没有明确提及一州与其公民之间的诉讼。不过在汉斯诉路易斯安纳州案（134 U.S. 1 (1890)）中联邦最高法院裁定这条修正案中反映了更为广泛的主权豁免原则。在艾尔登诉缅因州案（527 U.S. 706 (1999)）中，美国最高法院大法官安东尼·肯尼迪和其它4位大法官认为“州权豁免并不只来源于第十一修正案，而是包含在宪法原本的意图之中”。
联邦第一巡回上诉法院已经裁定波多黎各同样享有第十一修正案所赋予的豁免权。

## 提出和批准
第十一修正案与1794年3月4日由联邦国会正式提出，并分别由以下州批准：
1. 纽约州（1794年3月27日）
2. 罗德岛州（1794年3月31日）
3. 康涅狄格州（1794年5月8日）
4. 新罕布什尔州（1794年6月16日）
5. 马萨诸塞州（1794年6月26日）
6. 佛蒙特州（1794年11月9日）
7. 弗吉尼亚州（1794年11月18日）
8. 乔治亚州（1794年11月29日）
9. 肯塔基州（1794年12月7日）
10. 马里兰州（1794年12月26日）
11. 特拉华州（1795年1月23日）
12. 北卡罗莱纳州（1795年2月7日）

北卡罗莱纳是第12个批准修正案的州，至此批准的州达到宪法第五条中要求的四分之三多数（当时美国一共有16个州），修正案于1795年2月7日正式生效。
修正案之后还于1797年12月4日得到了南卡罗莱纳州的批准。
以下两个州没有批准这条修正案：
1. 新泽西州
2. 宾夕法尼亚州